# ペドロ・デ・スニガ
ペドロ・デ・スニガ（Pedro de Zúñiga、1580年代頃 - 1622年8月19日）は、江戸時代初期に来日したスペインのアウグスティノ会宣教師である。姓はズニガとも表記される。

## 経歴・人物
第7代ヌエバ・エスパーニャ副王を務めたアルバロ・マンリケ・デ・スニガの子としてセビリアに生まれる。その後はスペイン領東インド（現在のフィリピン）に移住し、1618年（元和4年）にマニラから来日する。しかし当時の日本はキリシタン追放令下にあったため、翌1619年（元和5年）に再度マニラに戻る。
それでもスニガは絶望せず、翌1620年（元和6年）にはドミニコ会宣教師のルイス・フロレスらと共に身分を隠蔽して平山常陳が乗船する朱印船で日本への再入国を企てた。しかし日本への来航途中の台湾沖において、英蘭連合艦隊に捕縛され平戸のオランダ商館に送還された。その後は2年間同地に拘禁刑に処され、壱岐に投獄された後に宣教師であることを白状すると火刑に処された。この事件は平山常陳事件といい、後の元和の大殉教につながるきっかけとなった。